# Polanka (województwo mazowieckie)
Polanka – przysiółek w Polsce, położony w województwie mazowieckim, w powiecie ciechanowskim, w gminie Grudusk.
Do 2024 r. miejscowość była częścią wsi Leśniewo Dolne. W latach 1975–1998 miejscowość należała administracyjnie do województwa ciechanowskiego.